# Guantanamera
Guantanamera è una canzone popolare cubana di grande fama internazionale, le cui origini risalgono al XIX secolo.

## Contesto storico
La serenata dedicata a tempo di bolero ad una guajira guantanamera ("contadina della città di Guantánamo") ha come sfondo le lotte di indipendenza che infiammavano Cuba, in quel periodo dapprima colonia spagnola e poi colonia statunitense, tra la fine del XIX e l'inizio del XX secolo. Il suo carattere romantico, unito ai valori patriottici che esprime, ne fanno una delle canzoni più amate dai cubani.
Il ritornello fa riferimento molto esplicitamente al territorio cubano di Guantánamo, che dal 1898 a tutt'oggi è assoggettato agli Stati Uniti d'America, che vi insediarono una base militare ed una prigione (quest'ultima oggetto di critiche da parte di numerose organizzazioni internazionali, e definita da Amnesty International un campo di concentramento a causa del mancato rispetto delle norme di tutela dei diritti umani).

## Testo e musica

### Prima poesia dei Versos Sencillos
Il testo della canzone è stato eseguito alternando il ritornello Guantanamera, guajira guantanamera, ripetuto due volte, a ognuna delle quartine della poesia. Versos sencillos è una raccolta del poeta ed eroe nazionale cubano José Martí, che la scrisse durante le Guerre d'Indipendenza dalla Spagna. Divenne poi simbolo della lotta contro l'Imperialismo e contro gli Stati Uniti d'America, divenendo uno dei canti della Rivoluzione socialista di Fidel Castro e simbolo di lotta e giustizia sociale.
Il testo:
| Spagnolo | Traduzione in italiano                                                                                              |
| --- | --- |
| Yo soy un hombre sincero De donde crece la palma Y antes de morirme quiero Echar mis versos del alma.               | Sono un uomo sincero Da dove cresce la palma E prima di morire voglio Far uscire i versi dalla mia anima.           |
| Mi verso es de un verde claro Y de un carmín encendido, Mi verso es un ciervo herido, Que busca en el monte amparo. | Il mio verso è di un verde chiaro E di un rosso acceso, Il mio verso è un cervo ferito, Che sul monte cerca riparo. |
| Cultivo la rosa blanca En junio como en enero Para el amigo sincero Que me da su mano franca.                       | Coltivo la rosa bianca In giugno come in gennaio Per l'amico sincero Che mi dà la sua mano franca.                  |
| Y para el cruel que me arranca El corazón con que vivo Cardo ni ortiga cultivo: Cultivo la rosa blanca.             | E per il crudele che mi strappa Il cuore con cui vivo Non coltivo né cardi né ortiche: Coltivo la rosa bianca.      |
| Yo sé de un pesar profundo Entre las penas sin nombres: La esclavitud de los hombres Es la gran pena del mundo.     | Io conosco un dispiacere profondo Tra le pene senza nome: La schiavitù degli uomini È la grande pena del mondo.     |
| Con los pobres de la tierra Quiero yo mi suerte echar, El arroyo de la sierra Me complace más que el mar.           | Con i poveri della terra Voglio dividere la mia sorte, Il ruscello della montagna Mi piace più del mare.            |

### La musica
Nel 1993 la musica è stata attribuita dalla corte suprema di Cuba al popolare personaggio radiofonico degli anni trenta José Fernández Diaz, meglio noto come Joseíto Fernández, dopo aver respinto il ricorso degli eredi di Herminio "El Diablo" García Wilson, secondo i quali quest'ultimo ne era il compositore originale. In ogni caso fu sicuramente Joseíto Fernández che la portò al successo dai microfoni della popolare radio CMQ de l'Avana, sebbene il testo fosse diverso dall'attuale. Durante le trasmissioni la cantava riferendosi anche ad altre contadine, una volta guajira vueltabajera, un'altra guajira holguinara, ma quando si innamorò della gelosissima guajira guantanamera, questa lo sorprese a parlare con un'altra e fuggì via, e da quel momento Joseíto la cantò solo per lei.
Secondo alcune fonti l'origine di tale musica era il bolero creolo in uso attorno al 1830 nella zona di Guantánamo, nella Cuba orientale, che a sua volta affondava le sue origini nella passacaglia spagnola di 100 anni prima, una lenta danza in tempo triplo basata su uno schema armonico che si ripeteva su quattro o otto battute. Nella versione di Guantánamo del 1830 l'esecuzione alla chitarra di tale schema collegava l'aria alla montuna, che era il tipo di bolero suonato nella Cuba orientale, distinto da quello che si suonava in altre zone cubane, chiamato son.

## Cover
La canzone è tra le più reinterpretate al mondo, vanta innumerevoli versioni, di cui alcune con strofe modificate ed altre in lingue diverse dalla originale spagnola, tra le più note vi sono quelle cantate da Compay Segundo e Pete Seeger, in Italia è celebre la versione di Zucchero, ma è stata interpretata da molti solisti e gruppi di vari paesi. La versione hip hop dei Refugee Allstars con Wyclef Jean risale al 1997. La lista seguente comprende solo una parte di essi:
- Compay Segundo (2000), album Las flores de la vida (EastWest, 8573-85502-4)
- The Steelers (2009), album Trad. - Perinteistä rautalankaa (Poptori, SNAPCD-814)
- Buena Vista Social Club
- Inti Illimani (insieme al brano Hasta siempre)
- Gipsy Kings
- Celia Cruz
- Betty Curtis
- Joe Dassin
- Jimmy Fontana
- Julio Iglesias
- Los Lobos
- The Sandpipers
- Pete Seeger
- Joan Baez
- Die Toten Hosen
- Robert Wyatt (con il titolo Caimanera)
- Banda Bassotti
- Dean Reed
- Pitbull
- Zucchero Fornaciari
- Antonella Ruggiero
- El Bicho (nel videogioco PES 2014).

## Altri usi
- Guantanamera è anche il titolo del film girato a Cuba nel 1995 da Tomás Gutiérrez Alea e Juan Carlos Tabío.
- Nel 2017 la fortunata serie televisiva spagnola La casa di carta comprende Guantanamera nella colonna sonora. La canzone, assieme a Bella ciao, sarà simbolo della serie.
- La melodia, molto orecchiabile, viene spesso usata per intonare cori (ad esempio dalle tifoserie calcistiche).[5][6]
- Il 30 aprile 1993 fu cantata con un ritornello diverso ("Vuoi pure queste, Bettino vuoi pure queste, vuoi pure queste, Bettino vuoi pure queste?", agitando in aria banconote da diecimila lire) contro l'ex leader socialista italiano Bettino Craxi, durante un'aggressione verbale e con lancio di oggetti da parte di una folla inferocita alla sua uscita da un albergo di Roma, il Raphael.[7]